# Кингс-Линн
Кингс-Линн (англ. King's Lynn, /ˌkɪŋz ˈlɪn/) — основной город и порт на западе графства Норфолк (Англия). Административный центр неметрополитенского района Кингс-Линн-энд-Уэст-Норфолк. На 2016 год в городе проживало 48472 человека.

## География
Кингс-Линн находится на берегу реки Грейт-Уз в месте её впадения в залив Уош Северного моря. Ширина реки в городе составляет около 200 м. Кингс-Линн находится в 156 км к северу от Лондона, в 71 км в западу от Нориджа. Через город проходят дороги A47, A10, A17, A148 и A149.
Кингс-Линн является центром торговли, бизнеса и промышленности в районе Кингс-Линн-энд-Уэст-Норфолк. Исторический центр города свободен от транспорта. Современный квартал города — Ванкувер, в нём расположены магазины и офисы крупных фирм, а также автобусная станция и вокзал. На окраинах города расположено три крупных торговых центра и две промышленные зоны.

## История
Город впервые упоминается в Книге судного дня в 1086 году. Первое название поселения — Линн, происходит от кельтского слова, означающего «озеро». В 1101 году была основана церковь Святой Маргариты. Во время получения хартии независимого боро в 1204 году поселение получило название Бишопс-Линн, так как оно было частью владений епископа Нориджа. В 1349 году население города уменьшилось почти наполовину после чумы (или наводнения). К XIV веку город упоминался как четвёртый по величине порт Англии. Значительное влияние на город имел Ганзейский союз.
После роспуска монастырей в 1538 году город стал королевской собственностью и был переименован в Кингс-Линн. В XVII веке был расцвет экономики города, в первую очередь из-за экспорта зерна. Однако, вскоре экономическая ситуация начала ухудшаться. В 1801 году население города составляло 10096 человек, к 1851 году оно достигло 20 тысяч. В 1847 году в город была проведена железная дорога. 
После Второй мировой войны Кингс-Линн был выделен как город для расширения Лондона, и его население увеличилось вдвое после переселения жителей из столицы. С 1930-х годов в городе начало развиваться производство консервов, к концу XX века появились производства одежды, химикатов и инженерных продуктов, хотя рыболовство остаётся важным для экономики города промыслом.

## Население
На 2016 год население города составляло 48472 человека. Из них 49,1 % мужчин и 50,9 % женщин. Распределение по возрасту было следующим: 22,4 % младше 18 лет, 59,9 % — от 18 до 64 лет, 17,8 % — старше 65 лет. 95,1 % населения города были белыми, 2,6 % имели азиатское происхождение, 0,6 % — африканское.
Динамика численности населения:
| 1801  | 1831  | 1901  | 1911  | 1921  | 1931  | 1939  | 1951  | 1961  | 2001  | 2011  | 2016  |
| ----- | ----- | ----- | ----- | ----- | ----- | ----- | ----- | ----- | ----- | ----- | ----- |
| 10096 | 13370 | 20288 | 20201 | 19975 | 20583 | 25739 | 26176 | 27536 | 40920 | 46093 | 48472 |